# همه شما زامبی‌ها
'—همه شما زامبی ها—' یک داستان کوتاه علمی تخیلی از نویسنده آمریکایی رابرت هاینلین است. این داستان کوتاه ظرف مدت یک روز (۱۱ ژوئیه ۱۹۵۸) نوشته شد و اولین بار پس از رد شدن توسط پلی‌بوی، در شماره مارس ۱۹۵۹ مجله فانتزی و علمی تخیلی منتشر شد.